# Faustball-Europameisterschaft 2004
Die 14. Faustball-Europameisterschaft der Männer fand vom 27. bis 29. August 2004 in Neuendorf (Schweiz) statt. Die Schweiz war zum vierten Mal Ausrichter der Faustball-Europameisterschaft der Männer. Neben fünf europäischen Mannschaften nahm auch die Nationalmannschaft Japans teil, da es in Asien keine kontinentalen Meisterschaft gibt.

## Vorrunde
Gruppe A
Spielergebnisse
| 27.08.2004 | Österreich  | – | Schweiz     | 2:0 | (20:10, 20:14)        |
| 27.08.2004 | Deutschland | – | Schweiz     | 2:1 | (20:18, 15:20, 20:11) |
| 28.08.2004 | Österreich  | – | Deutschland | 2:0 | (20:18, 20:17)        |

Gruppe B

Spielergebnisse
| 27.08.2004 | Italien  | – | Japan    | 2:0 | (20:6, 20:3)   |
| 27.08.2004 | Dänemark | – | Japan    | 2:0 | (20:14, 20:10) |
| 28.08.2004 | Italien  | – | Dänemark | 0:2 | (13:20, 10:20) |

## Qualifikationsspiele für das Halbfinale
Die beiden Gruppensieger waren direkt für das Halbfinale qualifiziert, die Gruppenzweiten spielten gegen den Gruppendritten der jeweils anderen Gruppe um den Halbfinaleinzug.
| 28.08.2004 | Deutschland | - | Japan   | 2:0 | (20:5, 20:8)  |
| 28.08.2004 | Schweiz     | - | Italien | 2:0 | (20:9, 20:15) |

## Halbfinale
| 28.08.2004 | Österreich  | - | Dänemark | 2:0 | (20:7, 20:6)   |
| 28.08.2004 | Deutschland | - | Schweiz  | 2:0 | (20:14, 20:15) |

## Finalspiele
| Spiel um Platz 5 | Spiel um Platz 5 | Spiel um Platz 5 | Spiel um Platz 5 | Spiel um Platz 5 | Spiel um Platz 5      | Spiel um Platz 5 |
| ---------------- | ---------------- | ---------------- | ---------------- | ---------------- | --------------------- | ---------------- |
| 29.08.2004       | Italien          | –                | Japan            | 2:0              | (20:6, 20:13)         |                  |
| Spiel um Platz 3 |                  |                  |                  |                  |                       |                  |
| 29.08.2004       | Dänemark         | –                | Schweiz          | 0:2              | (10:20, 13:20)        |                  |
| Finale           |                  |                  |                  |                  |                       |                  |
| 29.08.2004       | Österreich       | –                | Deutschland      | 3:0              | (20:17, 20:13, 20:15) |                  |

## Platzierungen
| Rang | Land        |
| ---- | ----------- |
| 1.   | Österreich  |
| 2.   | Deutschland |
| 3.   | Schweiz     |
| 4.   | Dänemark    |
| 5.   | Italien     |
| 6.   | Japan       |